# Hatter Holz
Das Hatter Holz ist ein Waldgebiet und ein Naturschutzgebiet in der niedersächsischen Gemeinde Hatten im Landkreis Oldenburg.
Das Naturschutzgebiet mit dem Kennzeichen NSG WE 091 ist 5,3 Hektar groß. Es grenzt nach Norden an das Landschaftsschutzgebiet „Dingsteder Gehänge, Twiestholz, Hatter Holz“. Das Gebiet steht seit dem 3. Dezember 1977 unter Naturschutz. Zuständige untere Naturschutzbehörde ist der Landkreis Oldenburg.
Das Naturschutzgebiet liegt südöstlich von Kirchhatten am Südrand des namensgebenden Waldgebietes und dient dem Schutz einer dort lebenden Graureiherkolonie.